# 여산군
여산군(礪山郡)은 1914년까지 지금의 익산시 여산면을 중심으로 낭산면, 망성면과 논산시 연무읍 남부에 있던 지역이다. 이 지역의 일부 지역은 익산시 동북부 지역의 전신이다.

## 기록
"여량현(礪良縣)은 본래 백제의 지량초현(只良肖縣)인데, 경덕왕 때 고친 이름이다." - 삼국사기 지리지 전주 덕은군
"야산현(野山縣)은 본래 백제의 알야산현(閼也山縣)인데, 경덕왕 때 고친 이름이다. 지금(고려)의 낭산현이다." - 삼국사기 지리지 전주 금마군
"여산현은 본래 백제의 지량초현인데, 신라에서 여량현으로 고쳐 덕은의 영현으로 삼았고 고려에서도 그대로 따랐다. 낭산현은 본래 백제의 알야산현이었는데 신라에서 야산현으로 고쳐 금마군의 영현으로 삼았고, 고려에서 낭산현으로 고쳐 모두 전주 임내로 하였다. 공양왕 3년(1391년)에 두 현을 겸감무로 하였다가 우리 왕조의 공정왕(정종 (조선)) 2년(1400년)에 낭산을 여량의 속현으로 하였으며, 태종 4년(1404년)에 지금의 이름으로 고쳤다." - 세종실록 지리지 여산현
정종 (조선) 2년(1400년)에 여량(礪良)과 낭산(朗山)의 두 현(縣)을 합하여 여산현(礪山縣)이라 했는데, 여량 지역에 삼한 시대 마한의 여래비리국이 있었다고 추정하는 것이 일반적이다. 다만, 이릉부리(爾陵夫里)라 불리던 전남 화순군 지역일 것이라는 반론도 있다. 여량 지역은 구석기 시대부터 취락이 형성되었는데, 숯돌이 많이 나와서 숯돌산(只良肖-礪山)으로 불렸다.

## 역사
| Daedongyeojido (Gyujanggak) 16-04.jpg |  |
|                                       |  |

- 서기 9년, 온조왕때에 백제에 편입되었다. 백제의 군현제 성립후 각각 지량초현과 알야산현으로 개편되었다.
- 660년 백제가 신라에 패망하자 당나라가 백제고토를 가로채 웅진 도독부를 세웠다. 671년 신라는 당나라를 축출하고 소부리주를 설치했다.
- 685년 신문왕5년에 전국의 행정구역을 9주로 재정비하면서 백제의 중부지방에 지금의 전주시일원을 치소로 완산주를 설치했다. 지량초현과 알야산현은 각각 금마저군과 덕근지군(德近支郡)의 관할현으로 완산주에 속했다. 757년 전국의 행정구역명칭에 대한 개혁이 이루어지자 여량현과 야산현으로 개칭했다.
- 고려 초기에 야산현이 낭산(朗山)으로 개명했다. 여량현과 낭산현 모두 1018년 고려 현종9년에 전주의 속현으로 편입되었다.
- 1391년 공양왕 3년 여량현이 감무가 설치되자 낭산현도 그 관할에 들어갔다.
- 조선시대인 1400년 정종 2년에 두 현이 통합되어 여산현이 되었다. 세종 18년에 군으로 승격되어 충청도에 소속되었다가 세종 26년에 전라도로 복귀되었다.
- 1669년 여산도호부로 승격되었다.
- 갑오개혁 때인 1895년행정체제 개편으로 군으로 강등되었다.

### 1914년 이후
- 1914년 4월 1일 일제에 의한 행정폐합으로 익산군에 통폐합되었다. 산하 면들도 여산. 낭산. 망성, 황화 4면으로 통폐합되었다.

| 조선총독부령 제111호 |             |                                |
| 구 행정구역 | 신 행정구역 | 신 행정구역                    |
| 군내면(郡內面) 주막리/창전리/파청리/북변리/노상리/화유리/영전리 일부/(천동면)신리 일부/교동리 일부/유성리 | 여산면      | 여산리                         |
| 천동면(川東面) 전동리/현천리/신사리/덕곡리/화산리/노동리/태성리/관동리/누동리, 월곡리/신기리/용기리/금곡리/(군내면)영전리 일부/(서이면)마산리 일부/(북삼면)평촌리 일부/교항리 일부/지장리 일부/(천서면)두여리, 유점리/호월리/신촌리/외사리/서당리/신평리/부흥리/교동리 일부/외당리 일부/신리 일부                                                          | 여산면      | 태성리, 두여리, 호산리         |
| 천서면(川西面) 연명리/하양리/상양리/신막리/진사리 일부/남산리 일부/(천동면)외당리 일부/내당리, 남변리/외상리/사현리/내상리/옥금동/남산리 일부/진사리 일부/(천동면)교동리 일부/금곡리 일부 | 여산면      | 원수리, 제남리                 |
| 서이면(西二面) 상주리/하주리/신리 일부/장평리 일부/성남리 일부/(서삼면)중리 일부/한기리 일부/(서사면)명천리 일부/돈산리 일부/신기리, 하석리/상석리/구북리/신북리 일부/장평리 일부/(서사면)돈산리 일부, 신정리/장평리 일부/성남리 일부/신리 일부/(익산군 구문천면)죽청리 일부, 우금리/하랑리/상랑리/성남리 일부/내산리 일부/장평리 일부/(서사면)돈산리 일부 | 낭산면      | 구평리, 석천리, 성남리, 낭산리 |
| 서삼면(西三面) 반룡리/신성리/장등리/도마리/가산리 일부/중리 일부/한기리 일부/(서사면)오미리 일부/(서이면)맹동리 일부/(함열군 동사면)동신리 일부 | 낭산면      | 용기리                         |
| 서사면(西四面) 죽산리/삼지리/하북리/상북리/오동정리/명천리 일부/오미리 일부/(서삼면)가산리 일부, 시목리/신동리/신안리/명천리 일부/돈산리 일부 | 낭산면      | 삼담리, 호암리                 |
| 북일면(北一面) 신성리/신당리/당하리/하작리/토동리/신흥리 일부/신량리 일부/화평리 일부/(충청남도 은진군 채운면)관산리 일부/중내리 일부, 신덕리/나평리/나암리/신암리/소포리/두무리 일부/금지리 일부/화평리 일부/신원리 일부 | 망성면      | 신작리, 화산리                 |
| 북삼면(北三面) 하발리/상발리/야정리/어량리, 내촌리/신흥리/방축리/미동리/화정리/지장리 일부/교항리 일부, 고산리/무형리/신룡리/신풍리/포변리 일부/선리 일부, 반곡리/신흥리 일부/(북일면)신리 | 망성면      | 어량리, 내촌리, 무형리, 장선리 |
| 합선면(合先面) 고산곡리/옹점리/보성리/외평리/신평리/신기리/고분리 일부, 구합리/신내리/죽림리/수철리/황화정리/(피제면)신리 일부/(충청남도 은진군 구자곡면)무동 일부 | 황화면      | 고내리, 황화정리               |
| 공촌면(公村面) 야황리/쾌지리/마전리/신양리/구양리/장항리 일부/송화리 일부/(합선면)고분리 일부, 상봉리/하봉리/칠동리/두화리/송화리 일부/장항리 일부/(북삼면)교항리 일부/포변리 일부 | 황화면      | 마전리, 봉동리                 |
| 피제면(皮堤面) 안심동/구상동/삼거리/신리 일부/죽산리 일부/사천리 일부/신기리 일부/신화리 일부, 관연리/입석리/산화리/죽산리 일부/신기리 일부/신화리 일부/(북삼면)선리 일부/포변리 일부/(충청남도 은진군 도곡면)상동리 일부 | 황화면      | 안심리, 신화리                 |
- 1963년 1월 1일 육군훈련소 설립으로 인해 황화면 전역이 논산군 구자곡면과 함께 논산군 연무읍으로 통합되어, 충청남도로 행정구역이 이관되었다.